# حشره
حَشَره‌ها یا خَستَرها یک رده از بی‌مهرگان هستند که بزرگ‌ترین گروه را در میان گروه بندپایان به خود اختصاص می‌دهند. بندپایان جانورانی هستند که دارای استخوان‌بندی بیرونی (اگزواسکلتون) بوده و اعضای آن‌ها به‌هم‌پیوسته‌اند. شاخه بندپایان موفق‌ترین جانوران بوده و نسبت به سایر شاخه‌ها از تعدد و تنوع بی‌شماری برخوردار هستند. حشرات شش پا دارند و بیشتر آن‌ها دارای بال هستند. بدن یک حشره از ۳ بخش تشکیل می‌شود: سر، سینه و شکم.
حدود یک میلیون گونهٔ مختلف حشره در جهان شناسایی و توسط دانشمندان نام‌گذاری شده‌است. مجموع حشرات روی زمین تا مرز ده میلیون گونهٔ مختلف می‌رسد. حشرات تقریباً در همهٔ نقاط روی زمین پیدا می‌شوند و همچنین می‌توان آن‌ها را در آب‌های شیرین هم یافت. حشرات اولین جانوران پرنده‌اند که در روی زمین به وجود آمدند. ۳۵۰ میلیون سال قبل، اولین بار آن‌ها توانستند در هوای زمین شروع به پرواز کنند، و این میلیون‌ها سال قبل از پرواز پرندگان و خفاش‌ها بود.
برای بیشتر حشرات قدرت بینایی و بویایی از مهم‌ترین احساس‌ها است حشرات دارای چشم‌های مرکب هستند به این معنی که چشم حشره از چندین قسمت مجزا تشکیل شده‌است هر قسمت از چشم حشره دارای لنز مخصوص به خود می‌باشد حشرات برای بو کشیدن و مزه کردن از شاخک‌هایشان و برخی از بخش‌های دیگر بدنشان استفاده می‌کنند. آنها همچنین برای لمس کردن اشیاء از شاخک‌هایشان استفاده می‌کنند.

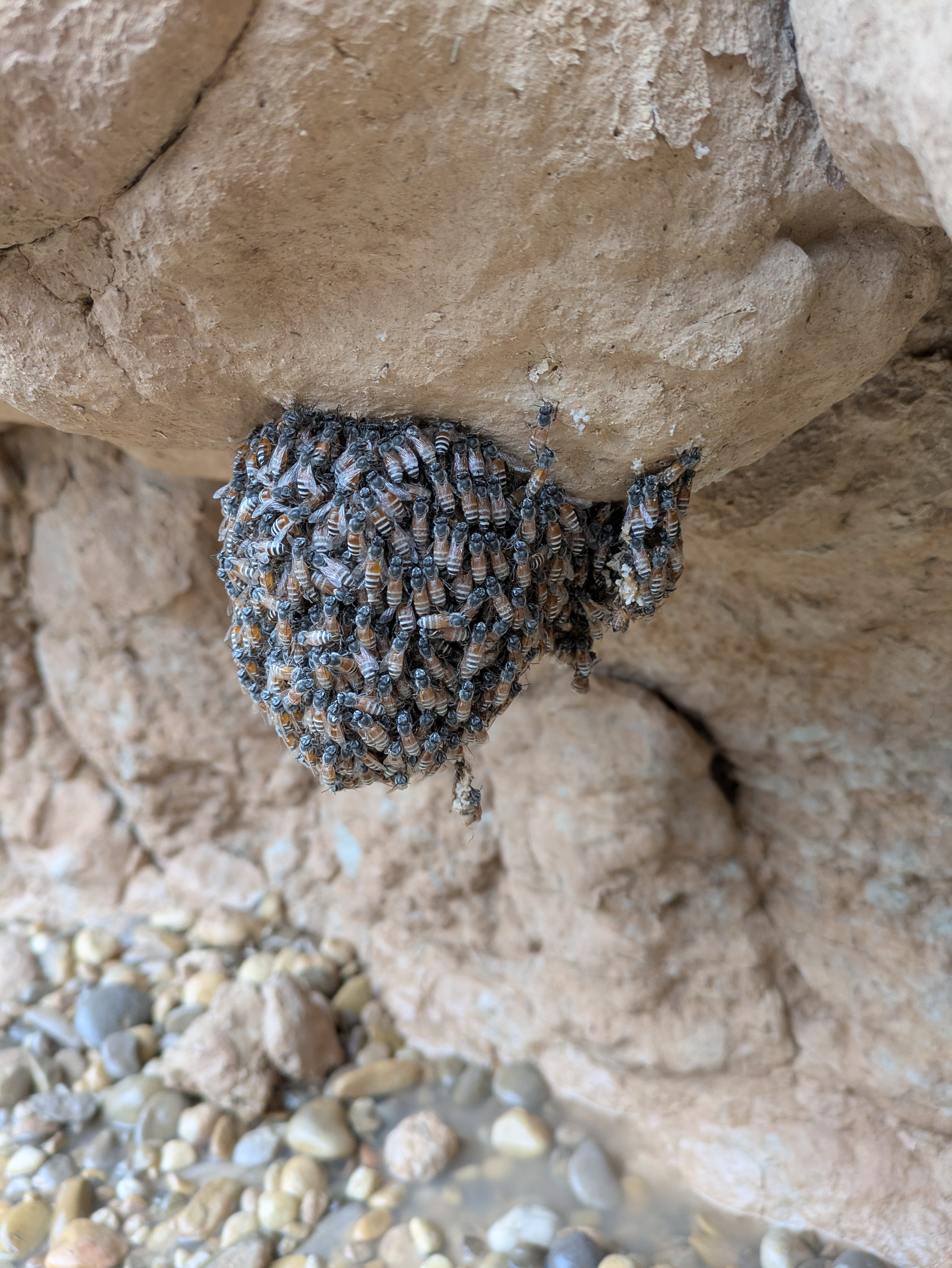
کندوی زنبور عسل کوچک در بهبهان

حشرات در طول رشدِ خود به‌طور دوره‌ای پوست‌اندازی می‌کنند یا پوستهٔ خارجیِ خود را می‌اندازند. بعضی از حشرات فقط ۴ یا ۵ مرتبه تغییرشکل می‌دهند، اما سنجاقک‌های یک‌روزه و حشرات بدون بال می‌توانند ۲۰ مرتبه یا بیشتر پوست‌اندازی کنند و تغییرشکل دهند. هر بار که یک حشره تغییرشکل می‌دهد، شکل بدنش عوض می‌شود. این حالت را در حشرات دگردیسی (دگرگونی) می‌نامند. بعضی از حشرات با هر بار پوست‌اندازی به‌آرامی تغییرشکل می‌دهند و نوع بالغ آن‌ها بسیار با نوع نوزاد تفاوت دارد. این حشرات عبارت‌اند از زنبورهای عسل، مگس‌ها، سوسک‌های بزرگ، پروانه‌ها و زنبورهای معمولی.

## استتار
حشرات برخی از پیشرفته‌ترین و خلاق‌ترین روش‌های استتار را در میان موجودات زنده به نمایش گذاشته‌اند و حتی زیر ذره‌بین نیز به سختی قابل تشخیص هستند.

### ملخ برگ‌نما (Phyllium bioculatum)
این حشره خارق‌العاده که بومی جنوب شرق آسیاست، دقیقاً شبیه به یک برگ سبز تازه با رگبرگ‌های کامل است. بدن آن حتی دارای لکه‌های قهوه‌ای شبیه به قسمت‌های خشکیده برگ است. برخی گونه‌ها حتی حرکات تاب‌خوردن در باد را تقلید می‌کنند. این استتار کامل باعث می‌شود حتی وقتی این حشره روی دست شماست، به سختی بتوانید آن را تشخیص دهید (Journal of Insect Behavior, 2018).

### پروانه پوست درخت (Catonephele numilia)
بال‌های این پروانه دقیقاً شبیه به پوست درختان جنگلی است که در آن زندگی می‌کند. رنگ خاکستری-قهوه‌ای با طرح‌های نامنظم و خطوط شبیه به ترک‌های پوست درخت، آن را در هنگام استراحت روی تنه درختان کاملاً نامرئی می‌کند. جالب اینجاست که هر جمعیت از این پروانه طرح بال‌هایی متناسب با پوست درختان منطقه خود را توسعه داده است (Evolutionary Ecology, 2020).

### آخوندک گل‌نما (Hymenopus coronatus)
این آخوندک که به "آخوندک ارکیده" معروف است، خود را به شکل گل‌های ارکیده سفید و صورتی درآورده است. پاهای آن شبیه گلبرگ‌ها و بدنش شبیه بخش مرکزی گل است. این استتار نه تنها برای پنهان شدن از شکارچیان، بلکه برای شکار حشرات گرده‌افشان که جذب گل می‌شوند استفاده می‌شود (Scientific Reports, 2021).

### سوسک فضله‌ای (Onthophagus gazella)
این سوسک با ظاهری کاملاً شبیه به فضله حیوانات، یکی از عجیب‌ترین نمونه‌های استتار را نمایش می‌دهد. رنگ قهوه‌ای تیره، بافت ناهموار و حتی بوی آن دقیقاً شبیه به فضله است. این استتار باعث می‌شود هم از دید شکارچیان پنهان بماند و هم به منبع غذایی اصلی خود (فضله واقعی) نزدیک شود (Behavioral Ecology, 2019).

### کرم چوب‌نما (Nemoria arizonaria)
این کرم پروانه که در آمریکای شمالی زندگی می‌کند، توانایی شگفت‌انگیزی در تغییر ظاهر خود دارد. در بهار که روی درختان بلوط جوانه می‌زند، این کرم شبیه به جوانه‌های تازه می‌شود (سبز روشن). اما در تابستان که همان درختان شاخه‌های خشک‌تر دارند، رنگ کرم به قهوه‌ای تغییر می‌کند و شبیه به شاخه‌های خشک می‌شود (Proceedings of the National Academy of Sciences, 2022).

### حشرات شبح‌نما (Ctenomorpha chronus)
این حشرات از خانواده چوبک‌ها، بدن بسیار باریک و کشیده‌ای دارند که شبیه به شاخه‌های نازک است. برخی گونه‌ها حتی پوششی از خزه‌مانند روی بدن خود دارند که شباهت آنها را به شاخه‌های پوشیده از خزه کامل می‌کند. هنگام خطر، کاملاً بی‌حرکت می‌مانند و حتی در معرض باد هم تکان نمی‌خورند (Insect Conservation and Diversity, 2021).

### مکانیسم‌های تکاملی استتار
تکامل این توانایی‌های استتار حیرت‌انگیز نتیجه میلیون‌ها سال فشار انتخابی بوده است. حشراتی که بهتر می‌توانستند خود را پنهان کنند، شانس بیشتری برای زنده ماندن و تولیدمثل داشتند. امروزه این استراتژی‌ها به حدی پیشرفته شده‌اند که حتی سیستم‌های بینایی پیشرفته نیز گاهی فریب می‌خورند (Annual Review of Entomology, 2023).

### اهمیت اکولوژیکی
این حشرات نه تنها شگفتی‌های طبیعت هستند، بلکه نقش مهمی در تعادل اکوسیستم‌ها ایفا می‌کنند. استتار پیشرفته به آنها اجازه می‌دهد هم به عنوان شکارچی و هم به عنوان طعمه، جمعیت‌های خود را تنظیم کنند. مطالعه این حشرات می‌تواند الهام‌بخش پیشرفت‌های تکنولوژیکی در زمینه استتار نظامی و مواد هوشمند باشد (Frontiers in Ecology and Evolution, 2023).

## گوناگونی
| راسته        | کل تعداد شناسایی شده |
| ------------ | -------------------- |
| کهن‌آروارگان  | ۵۱۳                  |
| یوغ‌تنان      | ۵۶۰                  |
| یک‌روزه‌ها     | ۳٫۲۴۰                |
| سنجاقک‌سانان  | ۵٫۸۹۹                |
| راست‌بالان    | ۲۳٫۸۵۵               |
| بال‌توری‌سانان | ۵٫۸۶۸                |
| چوبک‌سانان    | ۳٫۰۱۴                |
| توربافان     | ۴۶۳                  |
| یخ‌خیزکان     | ۳۴                   |
| سنگ‌خیزکان    | ۲۰                   |
| بهاره‌ها      | ۳٫۷۴۳                |
| پوست‌بالان    | ۱٫۹۷۸                |
| خاک‌شپشان     | ۳۷                   |
| آخوندکان     | ۲٫۴۰۰                |
| سوسریان      | ۷٫۳۱۴                |
| جویده‌بالان   | ۵٫۷۲۰                |
| شپش بی‌بالان  | ۵٫۱۰۲                |
| ریشک‌بالان    | ۵٫۸۶۴                |
| نیم‌بالان     | ۱۰۳٫۵۹۰              |
| پرده‌بالان    | ۱۱۶٫۸۶۱              |
| پیچیده‌بالان  | ۶۰۹                  |
| قاب‌بالان     | ۳۸۶٫۵۰۰              |
| بزرگ‌بالان    | ۳۵۴                  |
| سوزن‌بالان    | ۲۵۴                  |
| بال‌مودار     | ۱۴٫۳۹۱               |
| پروانه‌سانان  | ۱۵۷٫۳۳۸              |
| دوبالان      | ۱۵۵٫۴۷۷              |
| لوله‌بالان    | ۲٫۰۷۵                |
| منقارسران    | ۷۵۷                  |